# گابریل فالوپیو
گابریل فالوپیو (به ایتالیایی: Gabriele Falloppio) (زادهٔ سال ۱۵۲۳ - درگذشت در ۹ اکتبر ۱۵۶۲) یک کشیش کاتولیک و کالبدشناس ایتالیایی بود. او بیشتر با نام لاتینش فالوپیوس شناخته می‌شود. فالوپیو یکی از مهم‌ترین پزشکان و کالبدشناسان سدهٔ ۱۶ میلادی است.

## زندگی
فالوپیو در مودنا به دنیا آمد و در پادووا از دنیا رفت. خانوادهٔ او از نجیب‌زادگان اما بسیار تهی‌دست بودند از این رو تحصیل برای او با سختی فراوان همراه بود. او برای اینکه از مشکلات مالی خود کم کند تصمیم گرفت روحانی شود و در ۱۵۴۲ توانست کشیش کلیسای جامع مادنا شود. او در دانشگاه فرارا که در آن دوران یکی از بهترین دانشگاه‌های پزشکی اروپا بود تحصیل کرد و در ۱۵۴۸ پزشک شد.
او پس از دریافت مدرک پزشکی اش در چندین مدرسهٔ پزشکی کار کرد تا اینکه استاد کالبدشناسی دانشگاه فرارا شد یک سال بعد به دانشگاه پیزا، مهم‌ترین دانشگاه ایتالیا منتقل شد. در ۱۵۵۱ به فالوپیو یک کرسی کالبدشناسی و جراحی در دانشگاه پادووا داده شد. همچنین او استاد
گیاه‌شناسی هم بود و باغ‌های گیاه‌شناسی زیر نظر او بود.

## پزشکی
تمرکز فالوپیو بیشتر بر روی کالبدشناسی سر بود او جزئیاتی از پرده گوش و ارتباطش با استخوان حلقوی و بخش‌های دیگری مانند حلزون گوش و … همچنین مجراهای اشکی چشم انسان، استخوان پرویزنی ارائه کرد. اطلاعاتی که او دربارهٔ آناتومی استخوان‌ها و ماهیچه‌ها بدست آورد بسیار ارزشمندند.
علاوه بر کالبدشناسی سر، او بر روی اندام‌های جنسی هر دو جنس هم مطالعه کرد او لوله رحم که از تخمدان با رحم ارتباط دارد را توضیح داد از این رو به لولهٔ رحم لولهٔ فالوپین هم گفته می‌شود. علاوه بر این، رباط کشاله ران و کانالی که از مسیر آن عصب چهره‌ای به عصب شنوایی متصل می‌شود هم به افتخار فالوپیو نامگذاری شده‌اند.
فالوپیو نخستین کسی بود که پیشنهاد استفاده از کاندوم (لایهٔ نازکی که بر روی آلت مردانه کشیده می‌شود) را برای پیشگیری از انتقال سیفلیس پیشنهاد کرد. به عنوان یک نمونه کارآزمایی بالینی، فالوپینو کاندوم‌ها را بر روی ۱۱۰۰ مرد امتحان کرد و هیچ‌یک سیفلیس نگرفتند. علاوه بر این‌ها فالوپیو بر روی اثرات آب داغ و حمام داغ، ملین‌ها و ترکیب‌های داروهای شیمیایی شیمیایی هم رساله‌هایی نوشت که هیچ‌یک از آنها چاپ نشد و تنها مطالبش پیرامون کالبدشناسی در ونیز، ۱۵۶۱ در دوران زندگی اش منتشر شد.
همچنین او در بحث نظریهٔ سنگواره‌ها با جیرولامو فراکاستورو مخالف بود.